# The Woman King (саундтрек)
The Woman King — альбом-саундтрек исторического фильма Джины Принс-Байтвуд «Королева-воин». Альбом был выпущен 16 сентября 2022 года лейблом Milan Records. В него вошла в основном оригинальная партитура, написанная американским джазовым трубачём Теренсом Бланчардом. Он создал «тяжёлую оркестровую партитуру», имитирующую исторические эпосы и африканские инструменты, созвучные обстановке фильма. Оригинальная песня «Keep Rising» в исполнении Джесси Уилсон и Анжелики Киджо вышла в качестве сингла 9 сентября 2022 года и выдвигалась на премию «Грэмми» в категории «Лучшая песня, написанная для визуальных медиа».
В 2022 году альбом получил премию «Hollywood Music in Media Awards» в номинации «Лучший оригинальный саундтрек к фильму».

## История
Фильм стал первой совместной работой Бланчарда с Джиной Принс-Байтвуд, с которой он сотрудничал после её первого фильма «Любовь и баскетбол» (2000) и телевизионных шоу «Огнестрел» (2017 год) и «Swagger» (с 2021 —). В интервью журналу GoldDerby Бланчард сказал: «Первое, что мне пришло в голову, это сцена после битвы, когда они возвращаются в королевство, — собственно, с неё я и начал создавать партитуру для фильма». Он написал вступительные сцены с участием струнного оркестра и региональных инструментов, включая калимбу и кору, где «красота и пышность этого королевства настраивают на все остальное. Поэтому для меня музыка должна была иметь тёплый, знакомый отклик. Я хотел создать ощущение, что это район, частью которого хотел бы стать каждый».

## Отзывы
Музыкальный критик Джонатан Брокстон писал: «The Woman King — выдающаяся партитура. Это богатый гобелен тем и мотивов, среди которых особенно выделяется один, который останется в памяти. Особенно впечатляет использование Бланчардом местных ударных инструментов и вокала в африканском стиле, а то, как он вписывает эти темы и текстуры в великолепные экшн-последовательности, просто великолепно. Поклонники таких партитур, как „Король Лев“ и „Чёрная пантера“, будут в восторге от того, что сделал Теренс Бланчард, но, честно говоря, если у вас нет какого-то коленного отвращения к музыке с африканским влиянием, я вижу, что этот фильм имеет широкую популярность — такую, которая может довести его до вручения премии „Оскар“».
Filmtracks.com писал: «The Woman King — это достойное восхищения достижение Бланчарда в карьере, и она представляет свою тему с должным интеллектуальным достоинством и размахом». Далее в рецензии говорится: «Отсутствие более крупной цели или чёткой организации всех этих своенравных мелодий вызывает некоторое замешательство у слушателей, не очарованных исключительно размахом исполнительских звуков в „Женщине-короле“. Эти стили фантастичны, и те, кого не особенно волнуют мелодические детали, найдут в партитуре великолепное исполнение, охватывающее западные оркестровые традиции и историю Западной Африки. Запись представлена суховато, и временами ей не хватает глубины слоёв, а отсутствие контрапунктических линий является особым недостатком. На альбоме 74 минуты партитуры, распределённые по 38 композициям, не скомпонованы для оптимального прослушивания, их содержание требует перестановки и комбинирования для получаса очень увлекательных ярких моментов».
Роберт Дэниелс из RogerEbert.com написал: «Выразительная партитура Теренса Бланчарда и Лебо М. передаёт боевой дух Агоджи». Камболе Кэмпбелл из Empire написал: «Партитура Теренса Бланчарда также угрожает подорвать спокойные моменты излишней сентиментальностью (позор, учитывая обычную драматическую манеру композитора)». Мэй Абдулбаки из Screen Rant назвала партитуру «гипнотической».

## Признание
| Награда                         | Датат церемонии | Категория                                     | Получатель                                                      | Результат | Ссылка |
| ------------------------------- | --------------- | --------------------------------------------- | --------------------------------------------------------------- | --------- | ------ |
| Grammy Awards                   | 5 февраля 2023  | Лучшая песня, написанную для визуальных медиа | Анжелика Киджо, Джереми Лутито и Джесси Уилсон за «Keep Rising» | Номинация | [ 10 ] |
| Hollywood Music in Media Awards | 16 ноября 2022  | Лучшая музыка к фильму                        | Теренс Бланчард                                                 | Победа    | [ 11 ] |
| NAACP Image Awards              | 25 февраля 2023 | Лучший саундтрек/компиляция                   | Теренс Бланчард                                                 | Номинация | [ 12 ] |
| Satellite Awards                | 11 февраля 2023 | Лучшая музыка к фильму                        | Теренс Бланчард                                                 | Номинация | [ 13 ] |

## Список треков
| №                   | Название                                      | Исполнитель                           | Длительность |
| ------------------- | --------------------------------------------- | ------------------------------------- | ------------ |
| 1.                  | «Dahomey at a Crossroads»                     |                                       | 1:28         |
| 2.                  | «Enemy Village»                               |                                       | 2:35         |
| 3.                  | «Stronger Warriors»                           |                                       | 0:46         |
| 4.                  | «Road to Abomey»                              |                                       | 2:01         |
| 5.                  | «Agojie Return»                               |                                       | 1:37         |
| 6.                  | «Entering Palace»                             |                                       | 1:15         |
| 7.                  | «Oyo Warriors to the Village»                 |                                       | 1:05         |
| 8.                  | «The King's Entrance»                         |                                       | 0:37         |
| 9.                  | «You are Called to Join the King's Guard»     |                                       | 2:04         |
| 10.                 | «Tribute to the King»                         | South African Choir                   | 0:51         |
| 11.                 | «Agojie Training Montage»                     |                                       | 2:06         |
| 12.                 | «Nawi and Izogie (Part 1)»                    |                                       | 0:54         |
| 13.                 | «Nawi Trains Alone»                           |                                       | 0:40         |
| 14.                 | «The Oyo Arrive»                              |                                       | 1:54         |
| 15.                 | «Sometimes a Mouse Can Take Down an Elephant» |                                       | 1:23         |
| 16.                 | «Choosing Agojie for the Oyo»                 |                                       | 1:40         |
| 17.                 | «Malik Arrives»                               |                                       | 1:18         |
| 18.                 | «We Bring Tribute»                            |                                       | 2:59         |
| 19.                 | «With One Purpose»                            |                                       | 1:20         |
| 20.                 | «Palm Oil»                                    |                                       | 1:30         |
| 21.                 | «Through the Jungle»                          |                                       | 1:23         |
| 22.                 | «Malik and Santo Enter Abomey»                |                                       | 0:41         |
| 23.                 | «Final Test»                                  |                                       | 2:27         |
| 24.                 | «To the Vector»                               |                                       | 1:16         |
| 25.                 | «To Be Great You Must Focus»                  |                                       | 1:52         |
| 26.                 | «A Shark's Tooth»                             |                                       | 2:57         |
| 27.                 | «Agojie It's War»                             | Джабу Чиринда South African Choir     | 2:09         |
| 28.                 | «Nawi Learns the Truth»                       |                                       | 0:50         |
| 29.                 | «The Blade of Freedom»                        |                                       | 0:38         |
| 30.                 | «Oyo Battle»                                  |                                       | 7:17         |
| 31.                 | «You Fought Well»                             |                                       | 2:57         |
| 32.                 | «Nawi and Izogie (Part 2)»                    |                                       | 3:22         |
| 33.                 | «I Have to Try to Save Her»                   |                                       | 2:02         |
| 34.                 | «There Will Be No Prisoners»                  |                                       | 1:46         |
| 35.                 | «Blood of Our Sisters»                        | Нокухания Дламини South African Choir | 1:02         |
| 36.                 | «The Final Battle»                            |                                       | 5:28         |
| 37.                 | «Nawi and Malik»                              |                                       | 1:00         |
| 38.                 | «Coronation»                                  |                                       | 2:31         |
| 39.                 | «Whiskey for Izogie»                          |                                       | 2:47         |
| 40.                 | «Mother Will You Dance»                       |                                       | 1:28         |
| 41.                 | «The Woman King»                              |                                       | 2:47         |
| 42.                 | «Traditional Benin Song»                      | Шейла Атим Лашана Линч Адриенн Уоррен | 0:36         |
| 43.                 | «Keep Rising»                                 | Джесси Уилсон Анжелика Киджо          | 3:14         |
| Общая длительность: | Общая длительность:                           | Общая длительность:                   | 82:33        |